# Mătură

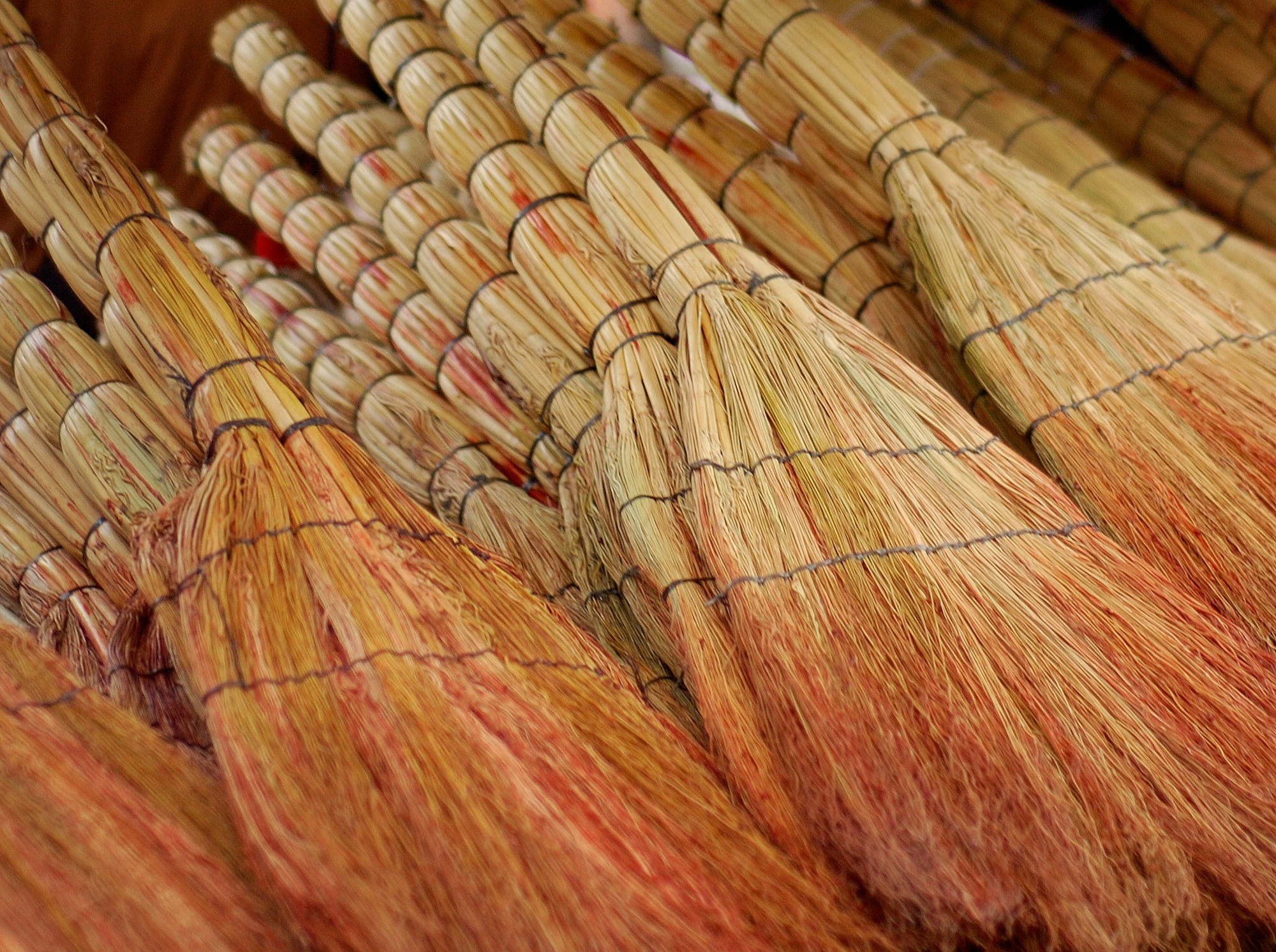
Mături

Mătura este o unealtă de curățenie, formată dintr-o coadă cilindrică de lemn, și un mănunchi din paie sau nuiele. O mătură poate fi făcută și din plastic.

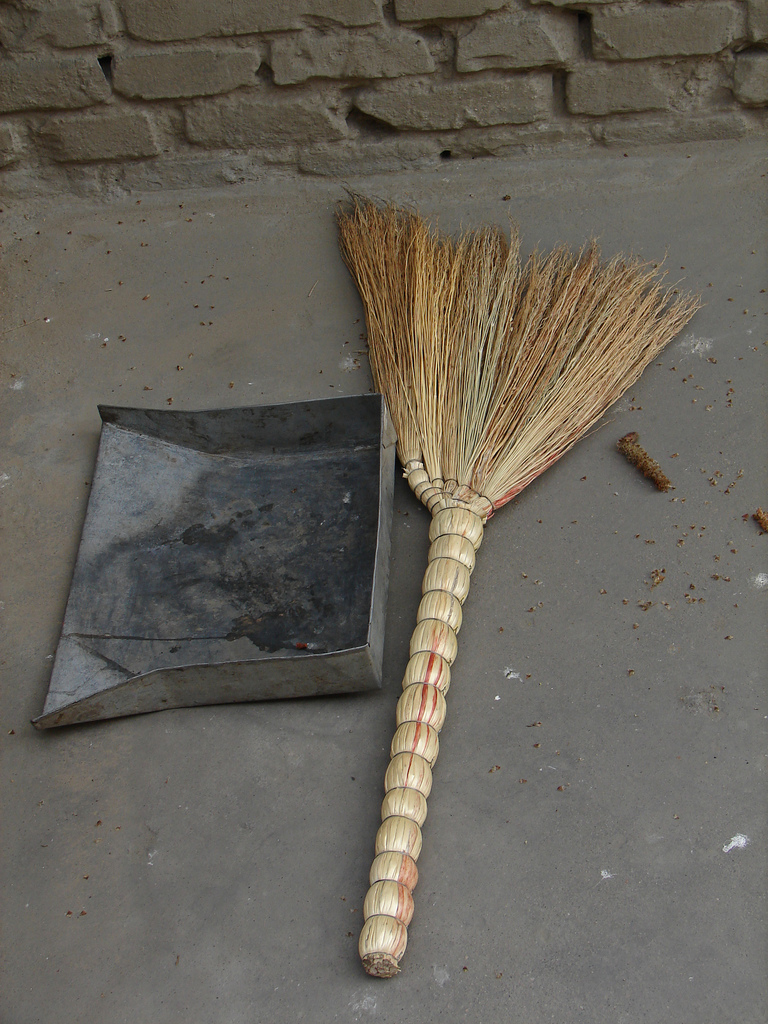
O mătură lângă un făraş
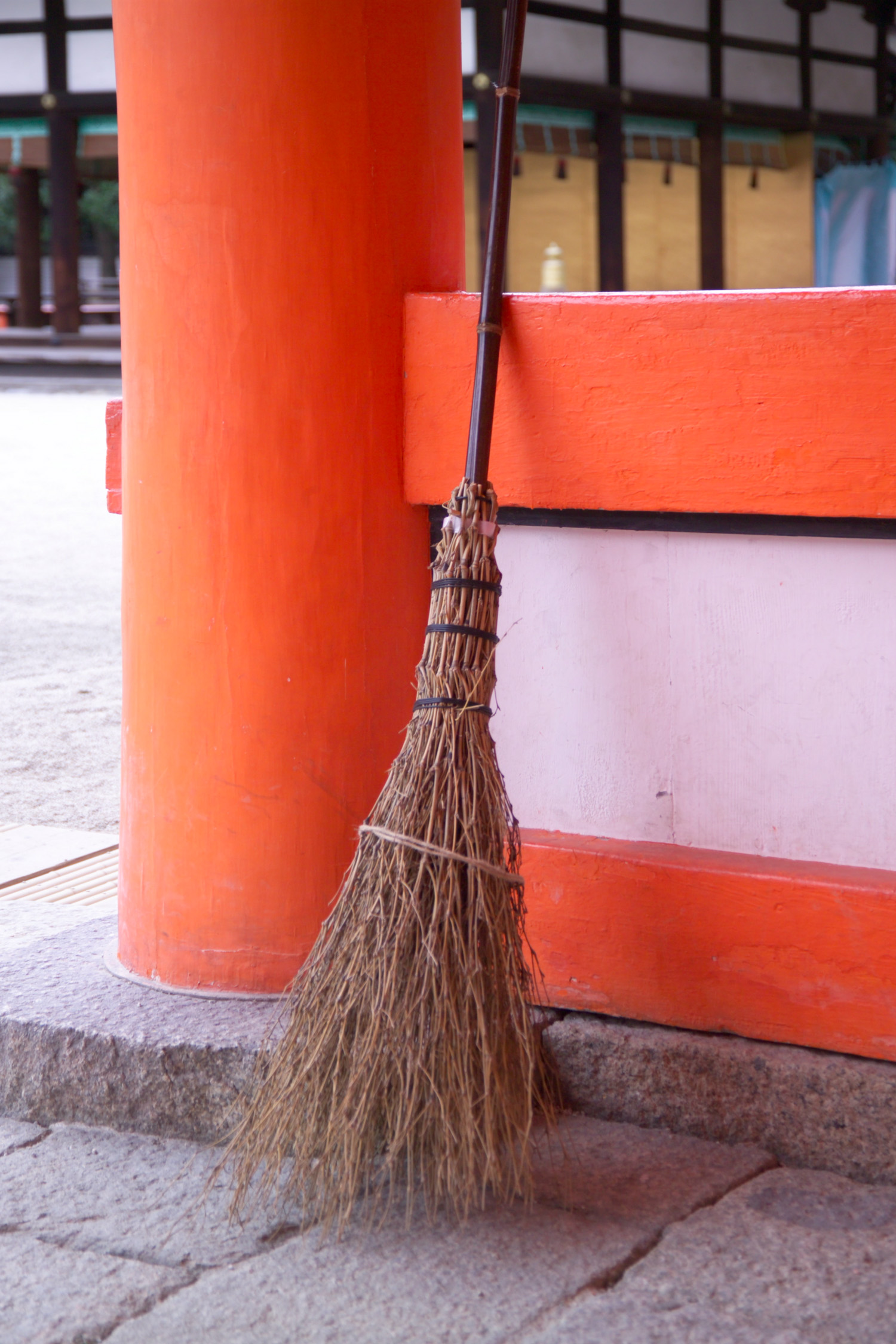
Un măturoi cu nuiele
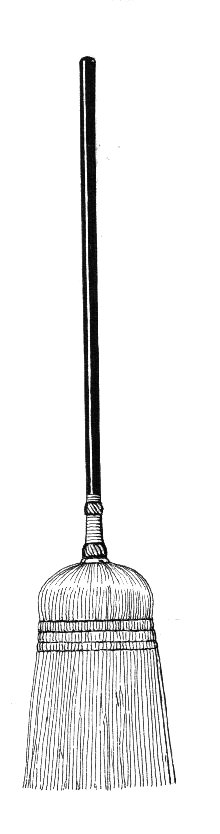
Desenul unei mături